# Горбачи (Золочевский район)
Горбачи (укр. Горбачі) — село в Бусской городской общине Золочевского района Львовской области Украины.
Население по переписи 2001 года составляло 180 человек. Занимает площадь 0,28 км². Почтовый индекс — 80520. Телефонный код — 3264.